# Arkys vicarius
Arkys vicarius (Balogh, 1978) è un ragno appartenente alla famiglia Arkyidae.

## Etimologia
Il nome del genere deriva dal greco ἄρκυς, àrkys, cioè rete da caccia, a causa del modo di disporre la ragnatela.

## Distribuzione
La specie è stata reperita nella Nuova Caledonia: l'olotipo è stato rinvenuto all'Isola dei Pini, mentre altri esemplari provengono dalle località di Mokene, Lifou, Hienghene e di Koumac

## Tassonomia
Al 2012 non sono note sottospecie e dal 1978 non sono stati esaminati nuovi esemplari.